# Jesse Tyler Ferguson
Jesse Tyler Ferguson (Missoula, 22 ottobre 1975) è un attore statunitense, noto principalmente per il ruolo di Mitchell Pritchett nella serie televisiva Modern Family, per la quale si è aggiudicato quattro Screen Actors Guild Awards e ha ricevuto cinque candidature al Premio Emmy.

## Biografia
Nato a Missoula nel Montana e cresciuto ad Albuquerque nel Nuovo Messico, è un attore televisivo. Ha preso parte ad alcune serie televisive e spettacoli teatrali Broadway e off-Broadway prima di entrare a far parte del cast del telefilm Modern Family dove interpreta Mitchell Pritchett, personaggio dichiaratamente gay, come l'attore stesso ha dichiarato di essere. Per questo ruolo ha ricevuto due volte (nel 2010 e nel 2011) una nomination agli Emmy Award come "miglior attore non protagonista in una serie comica".
Nel 2016 doppia per la prima volta entrando nel cast di voci de L'era glaciale - In rotta di collisione doppiando il personaggio di Shangri Llama. Prolifico attore teatrale, ha recitato in numerose opere di prosa e musical a Broadway e nell'Off-Broadway, vincendo il Tony Award al miglior attore non protagonista in un'opera teatrale per Take Me Out.

## Vita privata
A settembre del 2012 Ferguson annuncia il suo fidanzamento con l'avvocato Justin Mikita, suo compagno da quasi due anni. I due si sposano il 20 luglio 2013 a New York.

## Filmografia

### Cinema

#### Cinema
- Ordinary Sinner, regia di John Henry Davis (2001)
- Mercury in retrograde, regia di Amalia Zarranz – cortometraggio (2004)
- Griffin e Phoenix, regia di Ed Stone (2006)
- Nella rete del serial killer (Untraceable), regia di Gregory Hoblit (2008)
- Cocainorso (Cocaine Bear), regia di Elizabeth Banks (2023)

#### Televisione
- Sally Hemings: An American Scandal, regia di Charles Haid – film TV (2000)
- The Class - Amici per sempre (The Class) – serie TV, 19 episodi (2006-2007)
- AV Club, regia di Rebecca Feldman – film TV (2006)
- Ugly Betty – serie TV, 2 episodi (2007-2010)
- Modern Family – serie TV, 250 episodi (2009-2020)
- Web Therapy – serie TV, 3 episodi (2013)
- Extreme Makeover: Home Edition – docu-reality, 10 episodi (2020-presente)
- Elsbeth – serie TV, episodio 1x3 (2024)

### Doppiatore
- L'era glaciale - In rotta di collisione (Ice Age: Collision Course), regia di Mike Thurmeier e da Galen T. Chu (2016)

## Teatro (parziale)
- On the Town, libretto di Betty Comden ed Adolph Green, colonna sonora di Leonard Bernstein. Gershwin Theatre di Broadway (1998)
- La commedia degli errori di William Shakespeare. Hartford Stage di Hartford (2001)
- Sogno di una notte di mezza estate di William Shakespeare. Delacorte Theater dell'Off-Broadway (2007)
- Il mercante di Venezia di William Shakespeare. Delacorte Theater dell'Off-Broadway (2010)
- Il racconto d'inverno di William Shakespeare. Delacorte Theater dell'Off-Broadway (2010)
- The Producers, libretto e colonna sonora di Mel Brooks. Hollywood Bowl di Los Angeles (2012)
- La commedia degli errori di William Shakespeare. Delacorte Theater dell'Off-Broadway (2013)
- La tempesta di William Shakespeare. Delacorte Theater dell'Off-Broadway (2015)
- Monty Python's Spamalot, colonna sonora di John Du Prez, libretto di Eric Idle. Hollywood Bowl di Los Angeles (2015)
- Take Me Out di Richard Greenberg. Helen Hayes Theater di Broadway (2022)
- Here We Are, libretto di David Ives, colonna sonora di Stephen Sondheim. National Theatre di Londra (2025)

## Riconoscimenti

### Televisione
- Premio Emmy
  - 2010 – Candidatura al miglior attore non protagonista in una serie commedia per Modern Family
  - 2011 – Candidatura al miglior attore non protagonista in una serie commedia per Modern Family
  - 2012 – Candidatura al miglior attore non protagonista in una serie commedia per Modern Family
  - 2013 – Candidatura al miglior attore non protagonista in una serie commedia per Modern Family
  - 2014 – Candidatura al miglior attore non protagonista in una serie commedia per Modern Family
- Screen Actors Guild Award
  - 2010 – Candidatura al miglior cast in una serie commedia per Modern Family
  - 2011 – Miglior cast in una serie commedia per Modern Family
  - 2012 – Miglior cast in una serie commedia per Modern Family
  - 2013 – Miglior cast in una serie commedia per Modern Family
  - 2014 – Candidatura al miglior cast in una serie commedia per Modern Family
  - 2015 – Candidatura al miglior cast in una serie commedia per Modern Family
  - 2016 – Candidatura al miglior cast in una serie commedia per Modern Family
  - 2017 – Candidatura al miglior cast in una serie commedia per Modern Family

### Teatro
- Tony Award
  - 2022 - Miglior attore non protagonista in un'opera teatrale per Take Me Out
- Drama Desk Award
  - 2005 – Miglior cast per The 25th Annual Putnam County Spelling Bee
  - 2016 – Miglior one man show per Fully Committed
  - 2022 – Candidatura al miglior attore protagonista in un'opera teatrale per Take Me Out
- Drama League Award
  - 2022 – Candidatura alla miglior performance per Take Me Out
- Outer Critics Circle Award
  - 2022 – Miglior attore non protagonista in un'opera teatrale per Take Me Out

## Doppiatori italiani
Nelle versioni in italiano delle opere in cui ha recitato, Jesse Tyler Ferguson è stato doppiato da:
- Gianluca Crisafi in The Class - Amici per sempre, Modern Family, Cocainorso, Elsbeth, Ely+Bea: ballerine a tutti i costi, The Good Fight
- Stefano Brusa in Mid Century Modern

Da doppiatore è stato sostituito da:
- Roberto Gammino in L'era glaciale - In rotta di collisione